# Lejek (sprzęt laboratoryjny)

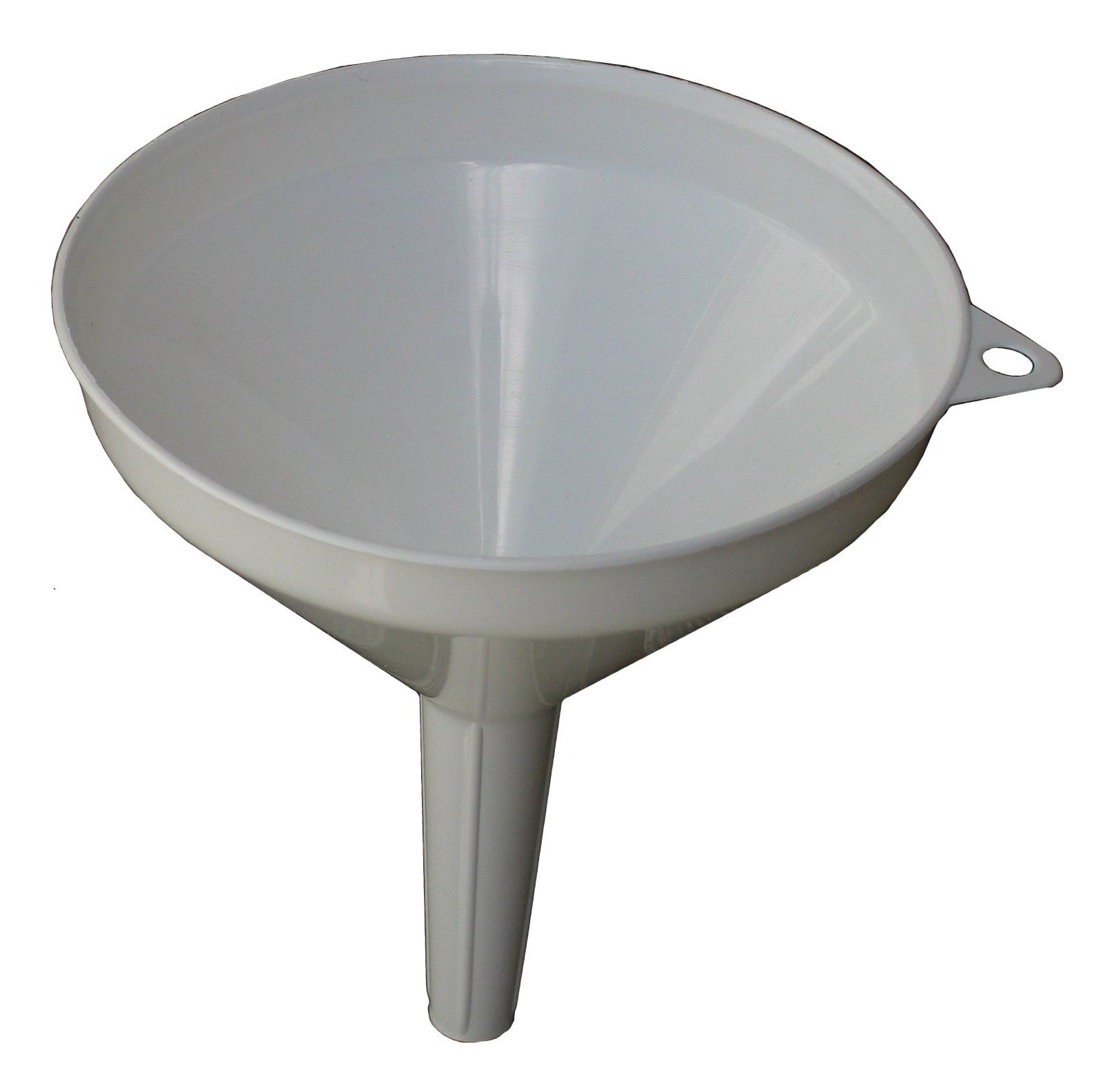
Lejek z tworzywa sztucznego

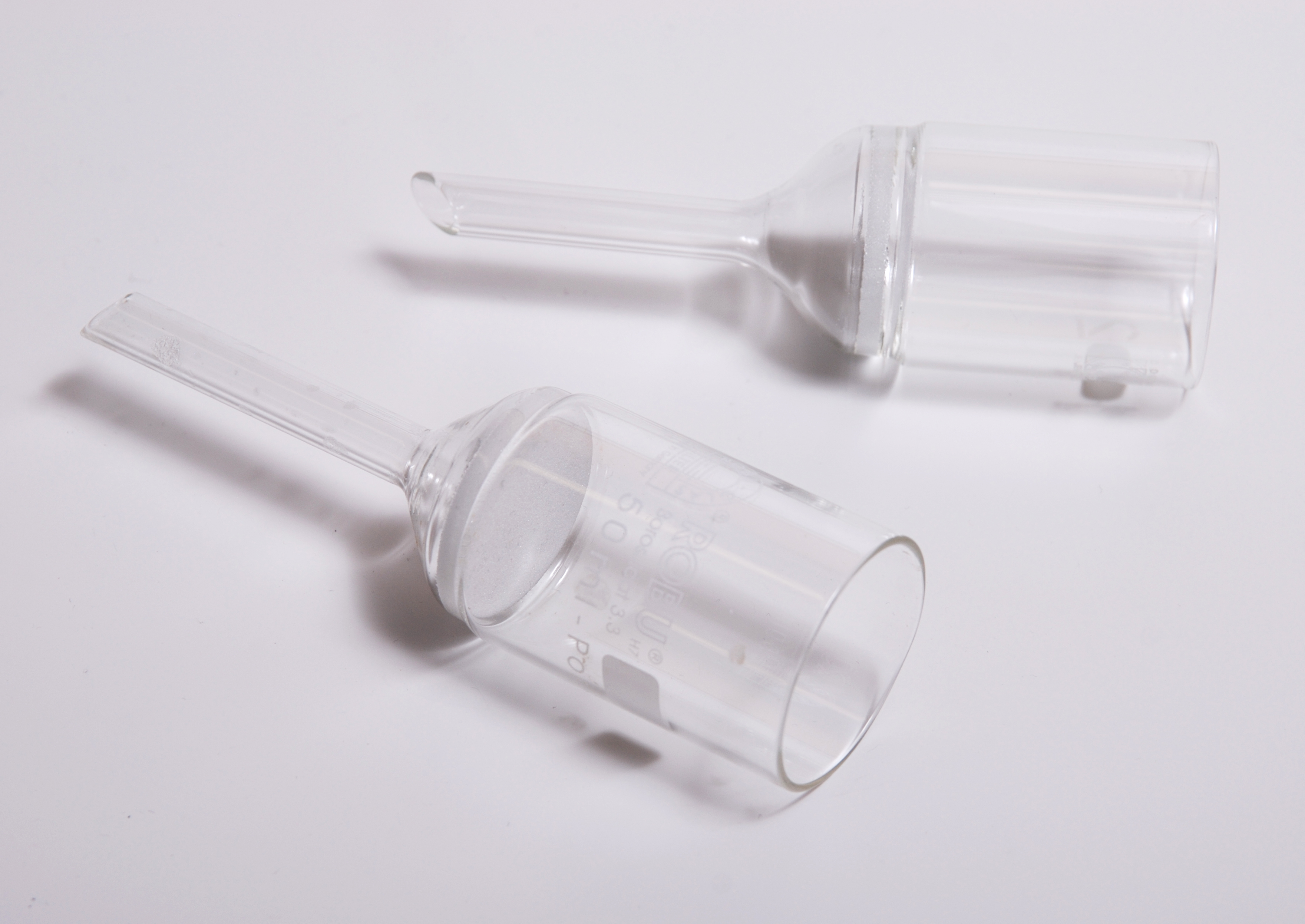
Lejek szklany z dnem porowatym

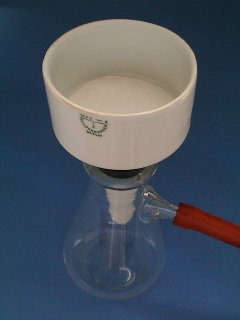
Zestaw do sączenia.
Na górze porcelanowy lejek z sitowym dnem (Lejek Büchnera),
na dole kolba ssawkowa (kolba Büchnera).

Lejek laboratoryjny – podstawowy sprzęt laboratoryjny, zazwyczaj w kształcie stożka zakończonego rurką lub szlifem, który służy do przelewania płynów, przesypywania proszków oraz do sączenia.
Lejki są najczęściej wykonywane ze szkła lub z tworzyw sztucznych, rzadziej z porcelany i z metalu.

## Rodzaje lejków
Lejki laboratoryjne można ogólnie podzielić na:
- lejki proste do cieczy (A) – składają się z ostrego stożka, zakończonego zwykle dość długą, lekko zwężającą się i skośnie ściętą na dole nóżką; służą do sączenia z użyciem bibuły filtracyjnej oraz do przelewania płynów; dolne ścięcie nóżki powoduje, że ciecz leci cienkim strumieniem i nie zatrzymują się na nim krople przelewanej cieczy
- lejki proste do proszków (B) – stożek lejków do proszków jest mniej ostry, często występują w jego wewnętrznej części karbowania ułatwiające osypywanie się proszku i zapobiegają zatykaniu się szyjki lejka; szyjka lejków do proszków jest szeroka i zakończona szlifem; lejków tych nie stosuje się do sączenia
- lejki filtracyjne ze spiekiem szklanym – są to lejki, które w dolnej części stożka albo u szczytu nóżki mają wklejony porowaty spiek szklany; służą one wyłącznie do sączenia; spieki szklane mają różne wielkości porów oznaczane literami "G" i numerem; spiek G0 ma największe rozmiary porów, a G5 najmniejsze; lejki te dzielą się jeszcze na:
  - lejki filtracyjne proste – o zwykłym kształcie stożka z gładką nóżką
  - lejki do filtracji próżniowej – posiadające w nóżce szlif umożliwiający przyłączenie ich bezpośrednio do kolby ssawkowej
  - lejki Büchnera (C) – które posiadają szeroką górną część w kształcie walca, spiek szklany lub siatkę szklaną o dużej powierzchni i zwężają się dopiero za spiekiem. Czasami mają one też boczną oliwkę, do której można przyłączać wąż od pompy i prowadzić filtrację próżniową; lejki Büchnera służą do odfiltrowywania dużych ilości osadu.

| Lejki proste A - do cieczy B - do proszków | Lejek Büchnera |